# 特雷西塔海滩

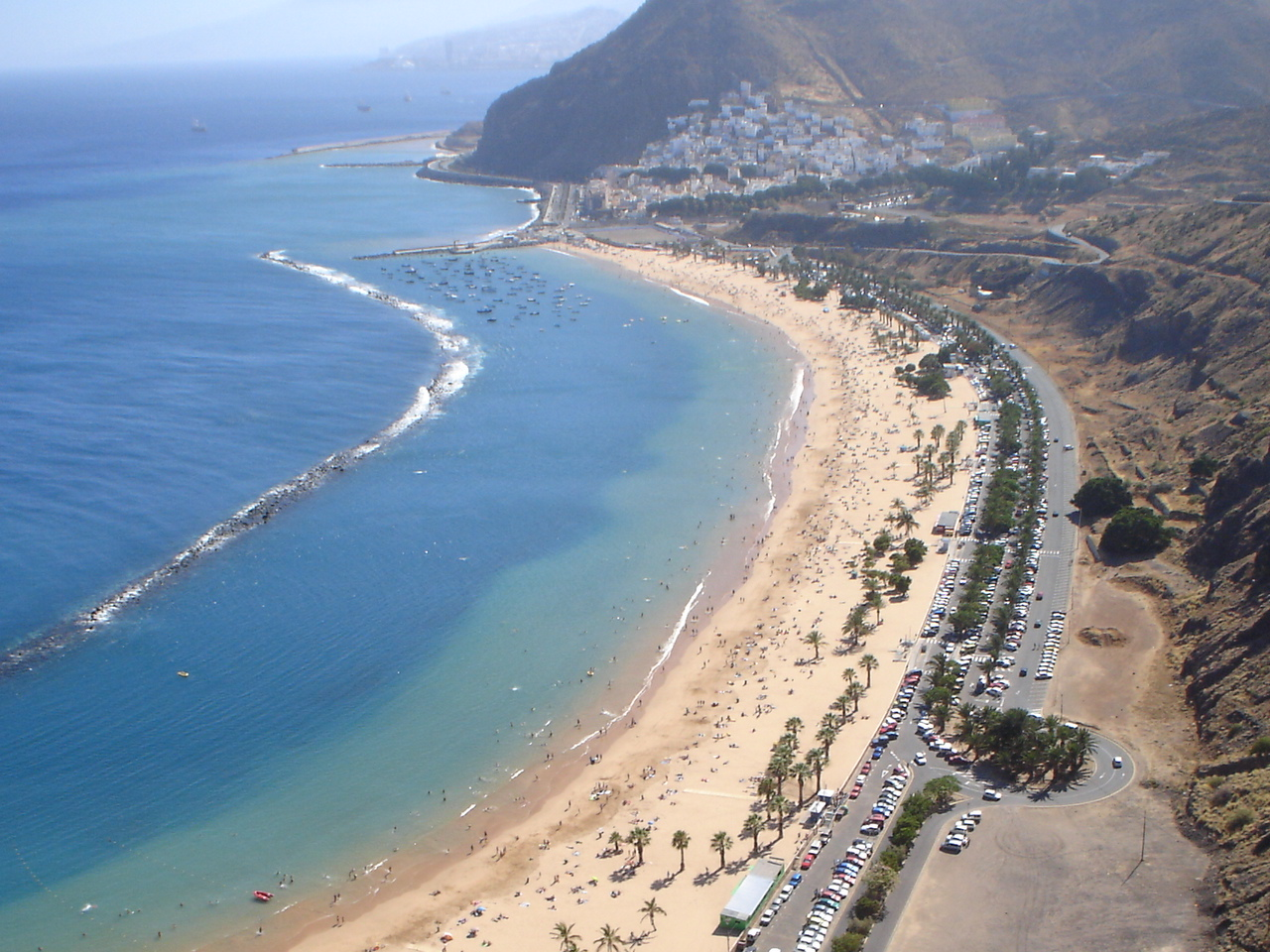
特雷西塔海滩

特雷西塔海滩（西班牙語：Playa de Las Teresitas）是西班牙特内里费岛圣克鲁斯-德特内里费市圣安德烈斯村以北的海滩。
在黑沙上面，是来自撒哈拉沙漠的白沙，还修筑了1000米长的防波堤，以防止海浪侵蚀砂。
特雷西塔海滩是加那利群岛最受欢迎的海滩之一，也是特内里费岛的唯一一个没有如加那利群岛其他海滩那般的黑沙。